# 철도 저널
철도 저널(일본어: 鉄道ジャーナル, Railway Journal)은 철도 저널사(社)가 발행하는 일본의 월간 철도 취미 잡지다. 1967년 창간.

## 개요
철도 영상의 기록을 목적으로 1965년 설립된 철도 기록 영화사가 모체이며, 1970년에 철도 저널사로 회사명을 변경했다. 창립시부터 대표이사 및 편집장은 타케시마 토시모토(竹島紀元)였다. 타케시마는 2006년 12월 간행한 2007년 2월호를 마지막으로 고령을 이유로 편집장의 자리에서 물러났으며, 후임에는 미야하라 마사카즈(宮原正和)가 임명되었다.
그것까지 발행되고 있던 철도 잡지가 모형이나 차량 실물을 중심으로 한 철도 취미의 시점에서 편집을 실시하고 있는 데 비해, 철도 저널은 '철도의 장래를 생각하는 전문 정보지'를 표방하여 '열차 추적 시리즈'라는 승차 리포트 기사를 간판으로 철도에 관련된 현상(現狀)을 상세하게 서술한다. 철도뿐만이 아니라 항공기나 버스 등의 기사도 포함하여 교통정책 그 자체를 포함한 사회 사정이나 경제·정치적 시점으로부터 철도를 보는 기사로 구성되어 있다.
창간 초기에는 대학·고등학교의 철도 연구부 유지가 사외 스탭으로서 참가하고 있었다. 그 경험으로 스스로 철도 잡지를 만든 사람(<트레인(일본어: とれいん)>의 마츠모토 켄이치·히라이 켄타로나 <레일 매거진>·<RM MODELS>의 사사모토 켄지)도 있다.
덧붙여 타네무라 나오키가 연재를 휴지하는 에 해당하는 마지막 인사로서 편집장의 타케시마로부터 연재 휴지가 통고된 것의 이유의 하나로 본지의 발매 상황이 있던 것을 기재했기 때문에, 뜻밖에 본지상에서 발행 부수가 점감 상태인 것을 공표하게 되었다.타네무라의 연재 휴지는 편집 재건의 일환이었다.타케시마의 코멘트는, 2006년 8월호의 편집 후기에 조금 게재한 정도였다.

## 현재의 주된 코너
- 열차 추적

철도 저널의 특징이라고 할 수 있는 간판 기사의 하나. 매월 12개의 열차를 채택하여 그 승차 르포에서 문제점까지를 취재한다. 또 열차 추적만 실은 별책도 2개월에 한 번 발매되고 있다.
- 지방철도 리포트

지방의 로컬선을 특집하여 현황이나 문제점, 개선책 등을 검토한다.
- RAILWAY TOPICS

매월의 철도에 관한 뉴스.
- 세계의 철도 사정(일본어: 世界の鉄道めぐり)

일본 이외의 철도를 특집한다.
매월 하나의 지역(대도시)의 철도에 대해 심도있는 취재를 하고 있다.
- BUS CORNER

철도 잡지 중에서는 유일하게 존재하는 버스만의 기사로, 3페이지 밖에 없지만 버스 연구의 일인자라 불리는 스즈키 후미히코(鈴木文彦)가 다루고 있으므로 그 내용은 매우 수준이 높다.
최근에는 코너 내에 <도도부현별 버스 사정>이라는 특집이 생겼다.

## 같이 보기
- 타네무라 나오키
- 여행과 철도
- 철도 다이어그램 정보
- 철도 팬
- 철도 픽토리얼
- 레일 매거진